# Chase Kalisz
Chase Tyler Kalisz (Bel Air (Maryland), 7 maart 1994) is een Amerikaanse zwemmer. Hij vertegenwoordigde zijn vaderland op de Olympische Zomerspelen 2016 in Rio de Janeiro.

## Carrière
Bij zijn internationale debuut, op de wereldkampioenschappen zwemmen 2013 in Barcelona, veroverde Kalisz de zilveren medaille op de 400 meter wisselslag.
Op de Pan-Pacifische kampioenschappen zwemmen 2014 in Gold Coast sleepte de Amerikaan de bronzen medaille in de wacht op de 400 meter wisselslag, op de 200 meter wisselslag strandde hij in de series.
In Kazan nam Kalisz deel aan de wereldkampioenschappen zwemmen 2015. Op dit toernooi legde hij, op de 400 meter wisselslag, beslag op de bronzen medaille.
Tijdens de Olympische Zomerspelen van 2016 in Rio de Janeiro veroverde de Amerikaan de zilveren medaille op de 400 meter wisselslag.
Op de wereldkampioenschappen zwemmen 2017 in Boedapest werd Kalisz wereldkampioen op zowel de 200 als de 400 meter wisselslag, op de 400 meter wisselslag verbeterde hij het kampioenschapsrecord van Michael Phelps.
In Tokio nam hij deel aan de Pan-Pacifische kampioenschappen zwemmen 2018. Op dit toernooi behaalde hij de gouden medaille op zowel de 200 als de 400 meter wisselslag.
Tijdens de wereldkampioenschappen zwemmen 2019 in Gwangju sleepte de Amerikaan de bronzen medaille in wacht op de 200 meter wisselslag, op de 400 meter wisselslag strandde hij in de series.

## Internationale toernooien
| Jaar | Olympische Spelen | WK langebaan                          | WK kortebaan  | PanPacs                                                          | Pan-Ams       |
| ---- | ----------------- | ------------------------------------- | ------------- | ---------------------------------------------------------------- | ------------- |
| 2013 |                   | 400m wisselslag                       |               |                                                                  |               |
| 2014 |                   |                                       | geen deelname | serie 200m vlinderslag · serie 200m wisselslag · 400m wisselslag |               |
| 2015 |                   | 400m wisselslag                       |               |                                                                  | geen deelname |
| 2016 | 400m wisselslag   |                                       | geen deelname |                                                                  |               |
| 2017 |                   | 400m wisselslag · 400m wisselslag     |               |                                                                  |               |
| 2018 |                   |                                       | geen deelname | 200m wisselslag · 400m wisselslag                                |               |
| 2019 |                   | 200m wisselslag · 10e 400m wisselslag |               |                                                                  | geen deelname |

## Persoonlijke records
Bijgewerkt tot en met 27 augustus 2020
Kortebaan
| Afstand         | Tijd    | Datum            | Plaats       |
| --------------- | ------- | ---------------- | ------------ |
| 200m wisselslag | 1.53,85 | 17 november 2019 | College Park |
| 400m wisselslag | 4.02,40 | 20 december 2013 | Glasgow      |

Langebaan
| Afstand         | Tijd    | Datum            | Plaats    |
| --------------- | ------- | ---------------- | --------- |
| 200m wisselslag | 1.55,40 | 11 augustus 2018 | Tokio     |
| 400m wisselslag | 4.05,90 | 30 juli 2017     | Boedapest |